# プロコピエフスク市電
プロコピエフスク市電（ロシア語: Прокопьевский трамвай）は、ロシア連邦の都市であるプロコピエフスクの路面電車。ソビエト連邦（ソ連）時代の1936年に開通し、2021年現在は単一企業体のゴルエレクトロトランス（МУП «Горэлектротранс»）による運営が行われている。

## 概要・歴史
1936年に開通した、シベリア地方においてもっとも古い路面電車の1つ。最初の路線は郊外の鉱山と鉄道駅を結ぶ交通機関として開通し、以降は同都市における交通機関として積極的な延伸が行われた。
しかし、ソビエト連邦の崩壊後はミニバスの充実もあり収益の減少が課題となっており、1995年時点で在籍していた車両数が144両であったものが2008年には92両、2017年には49両にまで減少した。更に系統数も減っており、2006年時点で7系統だったものが2021年現在は4系統となっている。その中で2018年にはそれまで路面電車を運営していた単一事業体の路面電車管理公社（МУП «Трамвайное управление»）が破産し、同年にゴルエレクトロトランスへと運営権が移管されている。
2021年現在のプロコピエフスク市電の系統は以下の通りである。他にも2017年には3号線と7号線と同じ経路を走る8号線が設定された他、同年時点では1号線や4号線も存在したが、どれも2018年までに廃止され現存しない。
| 系統番号 | 起点                  | 終点                  | 備考・参考 |
| -------- | --------------------- | --------------------- | ---------- |
| 3        | Завод «Электромашина» | ДК им. Горького       |            |
| 5        | Сафоново              | Разрез                |            |
| 6        | Строительная          | Завод «Электромашина» |            |
| 7        | ДК им. Горького       | Аптека                |            |

## 車両
2021年現在、プロコピエフスク市電に在籍する車両は以下の通り。2010年代以降は老朽化した車両を置き換えるためモスクワ市電からの譲渡車両を積極的に導入している。
| 車両形式   | 車両形式   | 両数 (2021年時点) | 備考・参考                 |
| ---------- | ---------- | ----------------- | -------------------------- |
| 71-605     | 71-605     | 19両              |                            |
| 71-605     | 71-605A    | 2両               |                            |
| 71-619     | 71-619KT   | 9両               |                            |
| 71-619     | 71-619A    | 5両               | モスクワ市電からの譲渡車両 |
| 71-619     | 71-619A-01 | 1両               | モスクワ市電からの譲渡車両 |
| AKSM-60102 | AKSM-60102 | 4両               |                            |
| AKSM-62103 | AKSM-62103 | 2両               | 部分超低床電車 運用離脱中  |

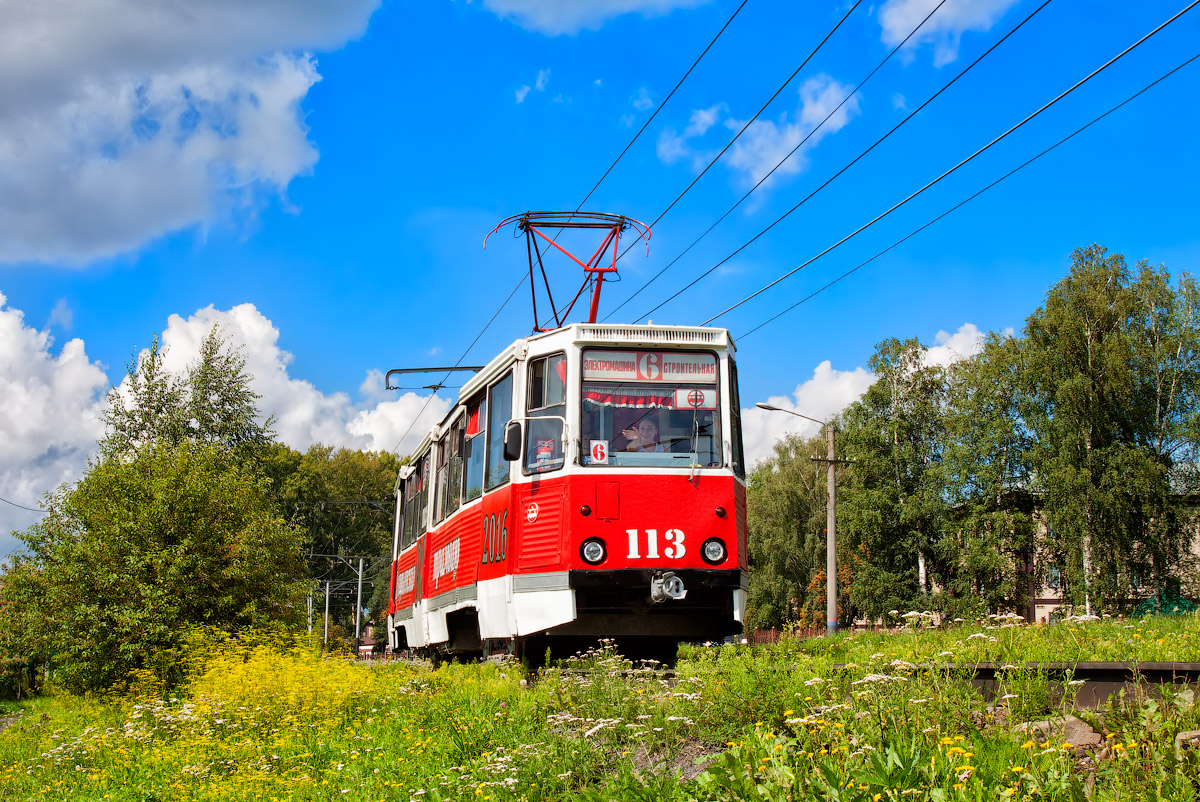
71-605（2017年撮影）
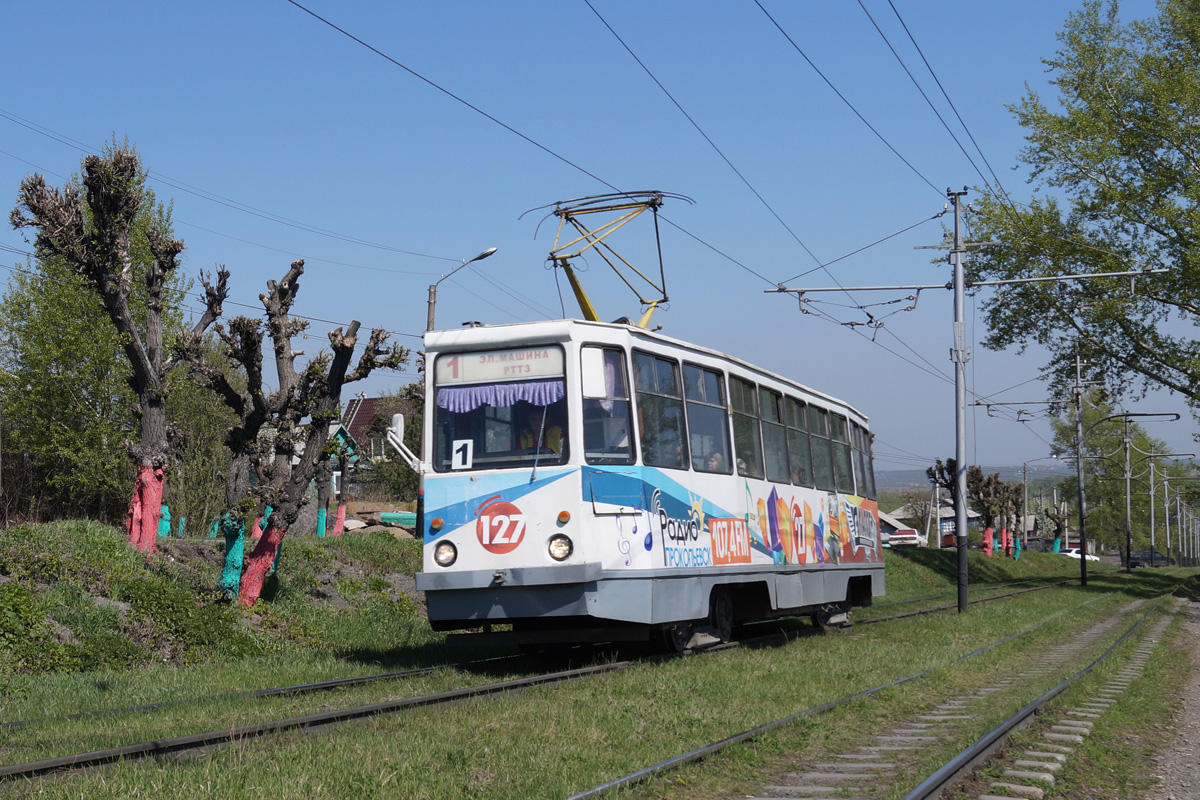
71-605（広告塗装）（2014年撮影）
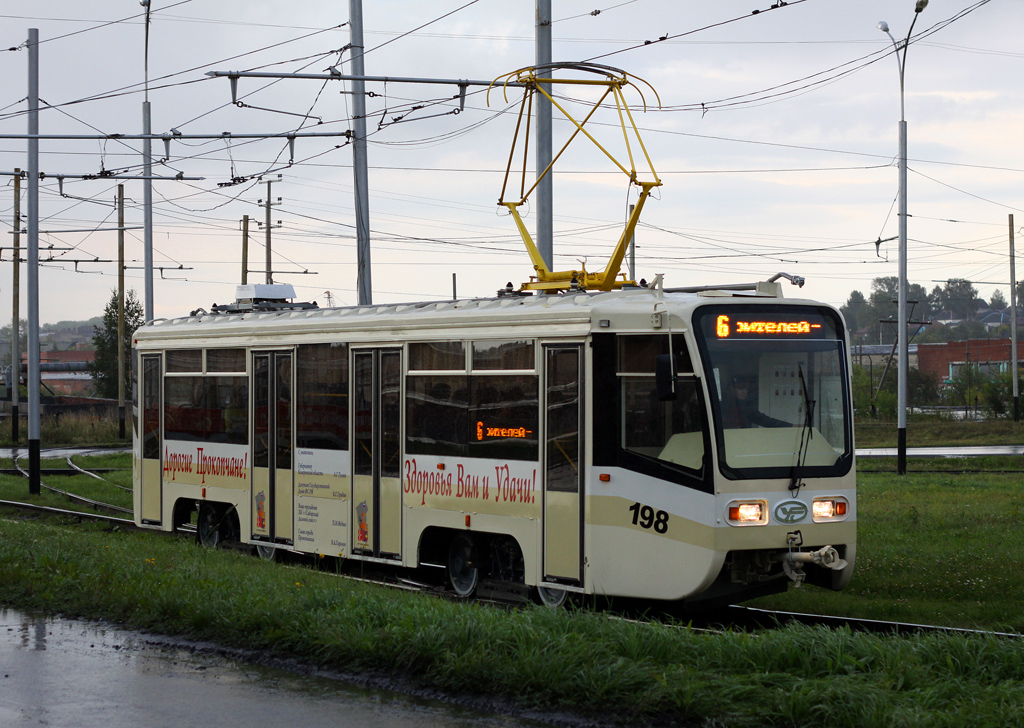
71-619（2011年撮影）
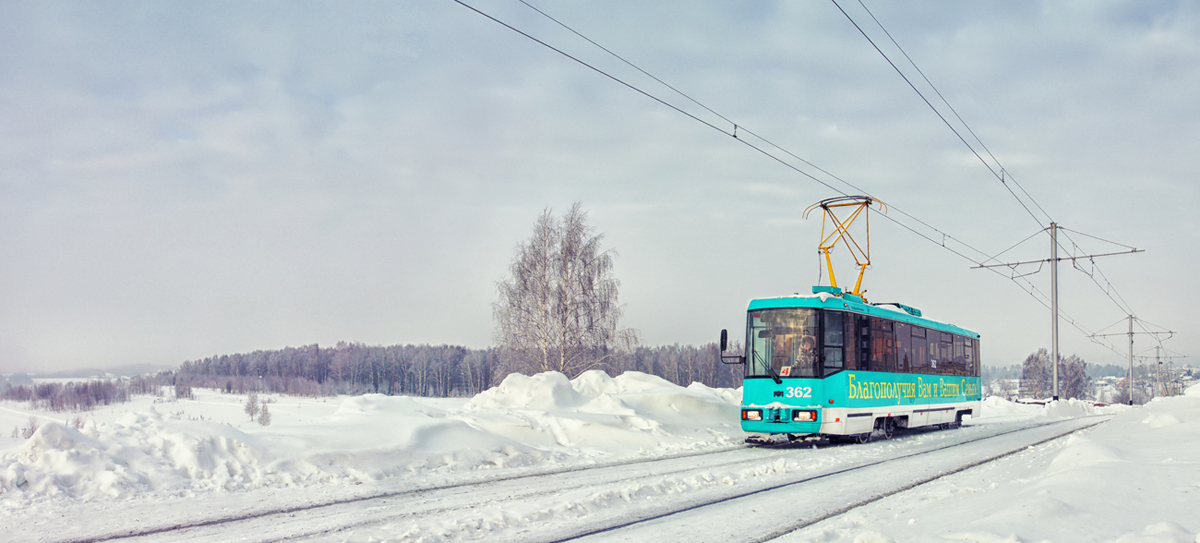
AKSM-60102（2012年撮影）
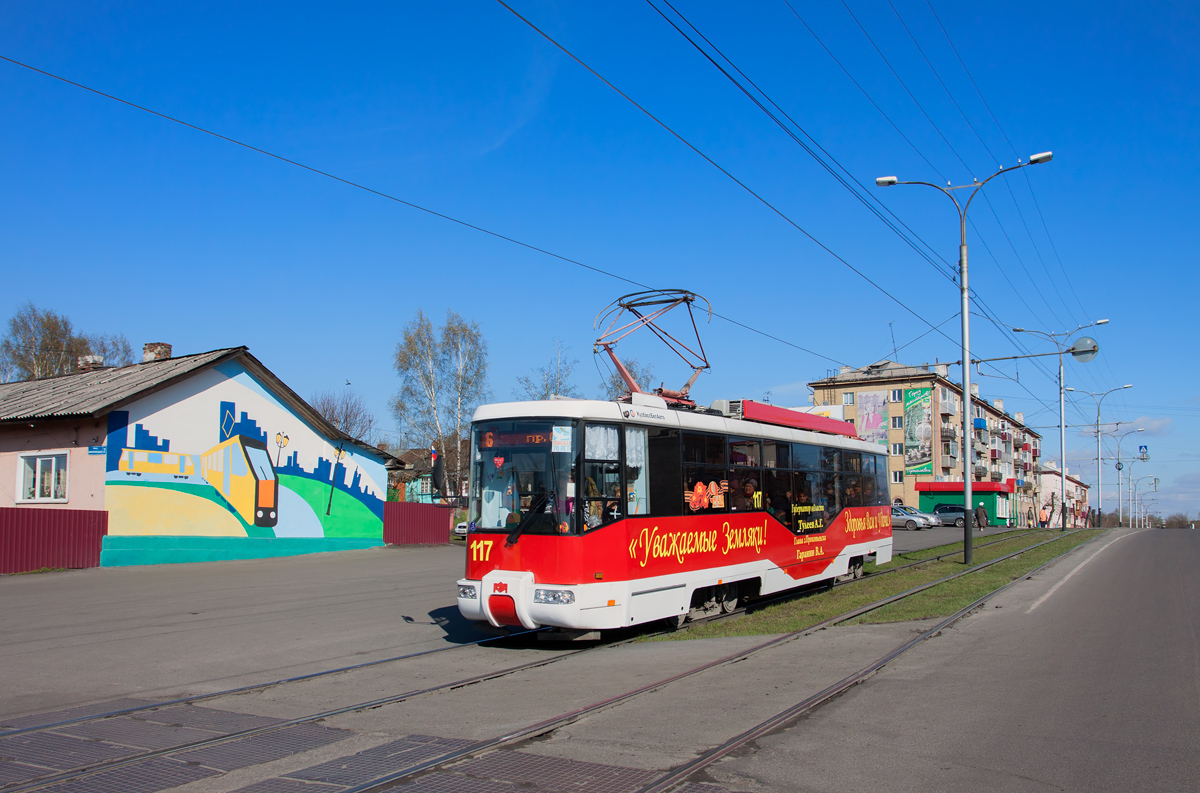
AKSM-62103（2015年撮影）